# دوور اشتفانک
دوور اشتفانک (سیریلیک صربی: Давор Штефанек، زاده ۱۲ سپتامبر ۱۹۸۵) کشتی‌گیر فرنگی اهل صربستان است.
از افتخارات وی می‌توان به کسب دو مدال طلا وزن ۶۶ کیلوگرم فرنگی بازی‌های المپیک تابستانی ۲۰۱۶ ریو و مسابقات قهرمانی کشتی جهان ۲۰۱۴ و مدال نقره وزن ۶۷ کیلوگرم فرنگی مسابقات قهرمانی کشتی جهان ۲۰۱۸ و مدال برنز وزن ۶۶ کیلوگرم فرنگی مسابقات قهرمانی کشتی جهان ۲۰۱۵ اشاره کرد.

## المپیک ۲۰۱۶ ریو
اشتفانک در سال ۲۰۱۶ میلادی در المپیک ریو در وزن ۶۶ کیلو حاضر بود که اینوئه توموهیرو از ژاپن، فرانک اشتبلر از آلمان و شماگی بولکوادزه از گرجستان را شکست داد و به مرحله فینال رسید. در مرحله نهایی توانست با غلبه بر میهران هاروتیونیان ارمنی، مدال طلا را به دست آورد.

## مسابقات قهرمانی کشتی جهان ۲۰۱۸
اشتفانک در وزن ۶۷ کیلو مسابقات قهرمانی کشتی جهان ۲۰۱۸ بوداپست حاضر بود که پس از غلبه بر دانیل خانسیس از کرواسی، هانگ یینگ-هووا از چین تایپه، فردریک بیرهوس از دانمارک و گورگ ساهاکیان از لهستان به فینال رسید. وی در فینال به آرتم سورکوف از روسیه باخت و به مدال نقره وزن ۶۷ کیلوگرم رسید.